# النازحون (رواية)
النازحون: يوتوبيا غامضة هي رواية خيال علمي طوباوية تعود إلى عام 1974 للكاتبة الأمريكية أورسولا لي جوين، وتدور أحداثها في العالم الخيالي المكوِّن لروايات الكاتبة السبع والمعروفة باسم «سلسلة هاين»، ومنها رواية اليد اليسرى للظلام، وتتحدث عن اللاسلطوية وغيرها من الهيكليات المجتمعية. فاز الكتاب بجائزة نيبولا لأفضل رواية في عام 1974، وفاز بجائزتَي هوغو ولوكوس في عام 1975، وحصل على ترشيح لجائزة جون دبليو كامبل التذكارية في عام 1975. حققت الرواية درجة من التمييز الأدبي غير المعتاد في روايات الخيال العلمي بسبب استكشافها لمواضيع مثل اللاسلطوية (الموجودة على كوكب يسمى أناريس)، والمجتمعات الثورية، والرأسمالية، والفردية، والجماعية.
تبرز الرواية تطور النظرية الرياضية التي يستند إليها المجيب الخيالي، وهو جهاز اتصال فوري يلعب دورًا أساسيًا في روايات لوغوين من «سلسلة هاين». يضع اختراع المجيب الرواية في المرتبة الأولى للتسلسل الزمني الداخلي في سلسلة هاين، رغم أنها كانت خامس رواية تُنشَر من السلسلة.

## خلفية
في مقدمتها للطبعة الجديدة للرواية والتي نشرتها مكتبة أمريكا في عام 2017، كتبت المؤلفة:
بدأت النازحون كقصة قصيرة سيئة للغاية، والتي لم أحاول إنهاءها ولكن لم أستطع تركها أيضًا. كان هناك كتاب داخلها، وكنت أعرف ذلك، لكن كان على الكتاب أن ينتظرني حتى أتعلم ما الذي كنت أكتب عنه وكيف أكتب عنه. كنت بحاجة لأن أفهم معارضتي الشغوفة للحرب التي كنا –بلا نهاية على ما يبد– نشنها في فيتنام، ونحتج ضدها –بلا نهاية أيضًا– في الوطن. لو علمت حينها أن بلدي سيواصل شن حروب عدوانية لبقية حياتي، لكان ممكنًا أن أبذل طاقة أقل للاحتجاج على تلك الحرب. لكن مع معرفتي فقط بأنني لا أريد أن أدرس الحرب بعد الآن، فقد درست السلام. بدأت بقراءة مجموعات كاملة من الأدب اليوتوبي وتعلم شيء عن المسالمة وغاندي والمقاومة السلمية.  قادني هذا إلى الكُتاب اللاسلطويين السلميين مثل بيتر كروبوتكين وبول غودمان. شعرت معهم بتقارب كبير وفوري. كانوا منطقيين بالنسبة لي كما كان لاوتزه. لقد مكنوني من التفكير في الحرب، والسلام، والسياسة، وكيف نحكم بعضنا البعض ونحكم أنفسنا، وقيمة الفشل، وقوة ما هو ضعيف. لذلك، عندما أدركت أنه لم يسبق لأحد أن كتب يوتوبيا لاسلطوية، بدأت أخيرًا في معرفة ما قد يكون كتابي. ووجدت أن شخصيته الرئيسية، التي قدمت لمحة عنها لأول مرة في القصة الأصلية المُصورة بشكل خاطئ، كانت على قيد الحياة وبصحة جيدة – هذه الشخصية هي مرشدتي إلى أناريس.
كان والدا لوغوين، عالما الأنثروبولوجيا الأكاديميين ألفريد وثيودورا كروبر، صديقَين لـ «جاي. روبرت أوبنهايمر»؛ وقد صرحت لوغوين أن أوبنهايمر كان نموذجًا لشخصية «شيفيك»، وهو البطل في كتابها.

## الإطار
تدور أحدث النازحون على كوكبَي أناريس وأوراس، وهما العالمان المأهولان في كون «تاو سيتي». يُقسم أوراس إلى عدة ولايات وتهيمن عليه أكبرهما، وهما الولايتان المتنافستان «أيه-لو» و«ثو». تضم الأولى اقتصادًا رأسماليًا ونظامًا أبويًا، وتشمل الثانية نظامًا استبداديًا يدّعي أنه يحكم باسم البروليتاريا. يوجد في ولاية «أيه-لو» أحزاب يسارية معارضة، يرتبط أحدها ارتباطًا وثيقًا بالمجتمع المنافس «ثو». تندلع ثورة في «بنبيلي» وهي المنطقة الثالثة في ولاية «أيه-لو» وإحدى المناطق الرئيسية ولكنها غير متطورة. تغزو «أيه-لو» المنطقة الثورية المدعومة من قبل «ثو»، ما يؤدي إلى نشوء حرب بالوكالة.
يمثل العالم الآخر، أناريس، بنيةً إيديولوجيةً ثالثة: النقابية- اللاسلطوية. وصل سكان أناريس -الذين يلقبّون أنفسهم بـ«الأودونيين» على اسم مؤسس فلسفتهم السياسية- إلى أناريس من أوراس منذ نحو 200 سنة. من أجل الحيلولة دون حدوث تمرد نقابي- لاسلطوي، منحت ولايات أوراس الرئيسية الثوار الحق في العيش في أناريس، بالإضافة إلى ضمان عدم التدخل (القصة مذكورة في رواية لوغوين «اليوم السابق للثورة»). قبل ذلك، لم يكن في أناريس أي مستوطنات دائمة، باستثناء بعض منشآت التعدين.
الوضع الاقتصادي والسياسي لأناريس وعلاقته بأوراس هي أمور غامضة. يعتبر شعب أناريس أنفسهم أحرارًا ومستقلين، بعد أن انفصلوا عن التأثير السياسي والاجتماعي للعالم القديم. ولكن سلطات أوراس تعتبر أناريس بشكل أساسي مستعمرة التعدين الخاصة بها، إذ أن شحنة أناريس السنوية من المعادن الثمينة وتوزيعهم لها على القوى الكبرى في أوراس؛ هو حدث اقتصادي كبير في العالم القديم.

## القصة
تتناوب فصول الرواية بين الكوكبَين وبين الماضي والمستقبل. تحتل الفصول ذات الأرقام الزوجية، والتي تقع أحداثها على أناريس، المرحلة الأولى زمنيًا، وتليها الفصول ذات الأرقام الفردية، والتي تجري أحداثها في أوراس. تحدث الاستثناءات الوحيدة في الفصلَين الأول والأخير، والتي تجري أحداثهما في كلا العالمَين.
| الترتيب الزمني للفصول                     |
| ----------------------------------------- |
| 2, 4, 6, 8, 10, 12, 1, 3, 5, 7, 9, 11, 13 |

### كوكب أناريس الفصول (1, 2, 4, 6, 8, 10, 12, 13)
يبدأ الفصل الأول في منتصف القصة. بطل الرواية «شيفيك» هو فيزيائي من سكان أناريس يحاول تطوير نظرية زمانية عامة. تصف فيزياء الكتاب الوقت بأن له هيكلًا أعمق وأعقد مما نفهمه. فهو لا يتضمن الرياضيات والفيزياء فحسب، بل يشمل أيضًا الفلسفة والأخلاق. يواجه عمل شيفيك إعاقةً من قبل رئيس غيور، إذ تتعارض نظرياته مع الفلسفة السياسية السائدة وبالتالي لا يثق بها المجتمع. ويتعطل عمله أكثر بسبب التزامه بأداء أعمال يدوية أثناء حدوث جفاف في ذلك المجتمع اللاسلطوي؛ من أجل ضمان البقاء في بيئة قاسية، يجب على سكان أناريس وضع احتياجات المجتمع قبل رغباتهم الشخصية، لذلك يقوم شيفيك بعمل زراعي شاق في صحراء متربة لمدة أربع سنوات بدلاً من العمل في أبحاثه. بعد الجفاف، ينسق للذهاب إلى أوراس لإنهاء نظريته ونشرها.

### كوكب أوراس (الفصول 1, 3, 5, 7, 9, 11, 13)
عند وصوله إلى أوراس، حظي شيفيك بترحيب واحتفاء. ولكنه سرعان ما يجد نفسه يشعر بالاشمئزاز من التقاليد الاجتماعية والجنسية والسياسية للمجتمع الرأسمالي الهرمي في أوراس. يُوضع شيفيك في إحدى الجامعات ويستغله الفيزيائيون هناك، الذين يأملون أن يسمح لهم إنجازه المتقدم في النظرية الزمانية العامة ببناء سفينة أسرع من الضوء. يهرب شيفيك من الجامعة وينضم إلى مظاهرة عمالية تتعرض للقمع بعنف. يهرب بعدها إلى السفارة الأرضية، حيث يطلب منهم أن ينقلوا نظريته إلى جميع العوالم بدلًا من السماح للأوراسيين باحتكارها. يوفر له الأرضيون ممرًا آمنًا ليعود إلى أناريس.

## المواضيع المطروحة

### الرمزية
يتجلى الغموض الذي يكتنف الوضع الاقتصادي والسياسي لأناريس المرتبط بأوراس بشكل رمزي في الجدار المنخفض المحيط بالمطار الفضائي الوحيد في أناريس. هذا الجدار هو المكان الوحيد على الكوكب اللاسلطوي الذي يمكن أن تُشاهد فيه لافتات تقول «ممنوع التعدي!»، وهو المكان الذي يبدأ فيه الكتاب وينتهي. يعتقد أهل أناريس بأن الجدار يفصل العالم الحر عن التأثير الفاسد لسفن المضطهد. من ناحية أخرى، يمكن للجدار أن يكون حائط سجن يحتفظ بباقي الكوكب مسجونًا ومنقطعًا. تحاول حياة شيفيك الإجابة على هذا السؤال.
بالإضافة إلى رحلة شيفيك للإجابة على أسئلة حول المستوى الحقيقي للحرية في مجتمعه، فإن معاني نظرياته نفسها تشق طريقها إلى حبكة الرواية؛ فهي لا تصف المفاهيم الفيزيائية المجردة وحسب، بل تعكس أيضًا الصعود والهبوط في حيوات الشخصيات، وتحوّل المجتمع الأناريسي. من مقولات الكتاب المُقتبسة كثيرًا: «الرحلة الحقيقية هي العودة». كان معنى نظريات شيفيك- التي تتعامل مع طبيعة الوقت والتزامن- عرضةً للكثير من التأويل. على سبيل المثال، كانت هناك تفسيرات تقول إن الطبيعة غير الخطية للرواية هي صورة لنظرية شيفيك.

## روابط خارجية
- النازحون (رواية) على موقع الموسوعة البريطانية (الإنجليزية)